# Достиев, Тарих Мейрут оглы
Тарих Мейрут оглы Достиев (азерб. Tarix Meyrut oğlu Dostiyev, род. 23 марта 1955, Забрат) — азербайджанский и советский археолог, доктор исторических наук, заведующий кафедрой «археологии и этнографии» БГУ.

## Биография
Достиев Тарих Мейрут оглы родился 23 марта 1955 года в посёлке Забрат города Баку.
В 1981 году окончил Исторический факультет Бакинского Государственного Университета.
В 1982-1984-х годах проходил стажировку на кафедре археологии Московского Государственного Университета, специализировался по средневековой археологии.
В 1988 году на заседании Специализированного совета по археологии и этнографии Московского Государственного Университета успешно защитил кандидатскую диссертацию на тему «Средневековые археологические памятники Северо-Восточного Азербайджана (IX-XIII вв.)»
В 2004 году на заседании Диссертационного Совета при Институте Археологии и Этнографии НАН Азербайджана защитил докторскую диссертацию на тему «Северо-Восточный Азербайджан в IX-XV вв. (историко-археологическое исследование)».

## Научная деятельность
Активно участвовал в Шабранской и Губа-Хачмазской экспедициях. Руководил раскопками средневековых поселений Сеидли, Салманбулагы, Джанахыр, Гыраг Кесеман, Гаджыалылы, средневекового городища Шамкир.
С 1990 года работает в НИЦ Азербайджановедения Бакинского Государственного Университета.
Автор двух монографий, одного учебного пособия, 130 научных статей. Т. Достиев – ответственный редактор и один из авторов VI тома «Археология Азербайджана». Читает лекции по археологии. Составитель археологических программ «Основы археологии», «Археология Азербайджана».

### Область исследования
- Основные работы посвящены истории материальной культуры Азербайджана, проблемам социального-экономического и культурного развития средневекового города. С 1981 года принимает участие в работе археологических экспедиций. С 2007 года является руководителем археологической экспедиции средневекового города Шамкир, где были выявлены руины города эпохи раннего средневековия X-XIII века.
- Работает над Археологическим толковым словарем, где буду показаны археологические терминологии.

## Участие в международных конференциях, симпозиумах, семинарах
- В международных научных форумах в Азербайджане, Российской Федерации, Грузии, Гыргызстане, Туркменстане, Турции и Иране докладами представлял археологической науку Азербайджана.
- Роль и значение археологических исследований в изучении исламской цивилизации на Южном Кавказе // Материалы II Международного симпозиума «Исламская цивилизация на Кавказе» (тезисы). Баку, 2019, с. 66-71
- В свете археологических раскопок средневекового Шабрана // Исследования по азербайджанской археологии. Сборник статей, посвященных 70-летию Гошгара Кошгарли. Баку: Наука и образование, 2019, с. 192-213.
- Торговые связи Азербайджана с городами Золотой Орды /Азак и мир вокруг него: материалы Международной научной конференции (14 – 18 октября 2019 года, г. Азов). Азов, 2019, c. 74-77.

## Избранные труды
- Средневековые археологические памятники Северо-Восточного Азербайджана (IX- середина XIII века). Баку, 1999
- Şimal-Şərqi Azərbaycan IX-XV əsrlərdə (tarixi-arxeoloji tədqiqat). Bakı, 2001
- Azərbaycan arxeologiyası. VI cild. Bakı, 2008( в соавторстве)
- Köməkçi tarixi fənlər. Bakı, 2001( в соавторстве).
- Профессор Халилов Дж. А. и археологические памятники эпохи средневековья Азербайджана, 2014, № 1. "Археология Азербайджана".
- Международный Тюркский курултай IV, в городе Фетхие, 21-24 марта 2013 год, "Археология Азербайджана" 2014 год, 2№.
- Средневековые оборонительные укрепления эпохи средневековья в Азербайджане (на турец) Мирас, 2014 г, №9,
- О косторезном ремесле Азербайджана в IX-X вв.// Вестник Бакинского Университета, 2014, №2, с. 59-64.
- Средневековые города столиц Азербайджана ( археологический материал), Научно-практическая конференция. Сборник тезисов, Науко и Образования, 2014 год.
- Армянский терроризм как противник наследии археологи Азербайджана. " Научно-Практический семинар по случаю 31 марта геноцид азербайджанцев. Баку. 2014 год.
- Свет развития археологических раскопок средневекового города Шамкир. // Вестник Бакинского университета, 2015, № 1, s89 96
- Найдено в Шамкире керамические типа фаянсовая посуда эпохи Минаи . // Азербайджанская археология, 2015, №1, стр. 82-92
- Археологическое наследие монументальной архитектуры в исламский период.Ширван дворец: история, факты, соображения. Научно - практическая конференция. Сборник статей. Баку, Наука и образование, 2015, стр. s60-70.
- Археологическое наследие гражданской монументальной архитектуры в исламский период ""Старый город" Государственный историко-архитектурный заповедник Офис в октябре 2015 года "Ширван дворец: история, факты, соображения" научно-практическая конференция по теме диссертации
- Некоторые примеры средневекового города Шамкир отпечатанные образцы художественной керамики// Археология Азербайджана, 2015, №2, стр. 47-57.
- Некоторые примеры керамического искусства в сельджукскому время города Шамкира//Вестник БГУ, 2016, N1, с. 84-91
- Средневековые города Азербайджана(IX-XIII века). учебник. Баку: "Наука и образование", 2016, 200 стр.
- Дендроархеологическое исследование образцов древесины из средневекового городищы Шамкира. //Археология Азербайджана. журн. 2017, вып.20
- Миниатюры на керамике // İrs – Наследие, 2017, №3, c. 30-33.
- Три вида фаянсовой посуды эпохи Минаи.Mədəniyyət.az, 2017, № 10
- Археологические раскопки в городе Шамкир в 2015-2016 годах. // Археологические исследования в Азербайджане - 2015-2016 гг. Баку, 2017 (совместно с Р. Башировым, Н.Гусейнли, Р.Мирзаевым)
- Политика Геноцида армян в отношении археологического наследия азербайджанского народа // 31 марта - трагическая страница нашей истории (на протяжении всей истории она посвящена памяти всех наших мучеников, ставших жертвами армянского вандализма). Баку: Наука и образование, 2019, с. 94-109
- Исследования в городе Шамкир 2018 Материалы научной сессии. Баку, 2019, с. 46-49
- Азербайджан как пространство исламской археологии // İrs – Наследие, 2019, №5, c.26-32.
- Изображение гепарда на средневековой керамике Азербайджана // İrs – Наследие, 2019, №3, s. 12-17.

## Награды
- Медаль «100-летие Бакинского Государственного Университета»[4]